# Astragalus cartilagineus
Astragalus cartilagineus är en ärtväxtart som beskrevs av Nikolai Fedorovich Gontscharow. Astragalus cartilagineus ingår i släktet vedlar, och familjen ärtväxter.

## Underarter
Arten delas in i följande underarter:
- A. c. cartilagineus
- A. c. honigbergeri